# 红花金银忍冬
红花金银忍冬（学名：Lonicera maackii var. erubescens）为忍冬科忍冬属下的一个变种。

## 扩展阅读
- 維基物種上的相關：红花金银忍冬